# Planet Earth (sång)
Planet Earth är debutsingeln av Duran Duran, utgiven 2 februari 1981. Den blev en direkt framgång med en 12:e plats på engelska singellistan och blev även en hit i Australien. Låten inkluderades senare på gruppens debutalbum Duran Duran. 12"-versionen (Night Version) är ingen remix utan en helt annan inspelning med annorlunda arrangemang.

## Låtlista
7" Singel
1. Planet Earth – 3.59
2. Late Bar – 2.54

12" Singel
1. Planet Earth (Night Version) – 6.20
2. Planet Earth – 3.59
3. Late Bar – 2.54

CD-singel 
(inkluderad i Singles Box Set 1981-1985)
1. Planet Earth – 3.59
2. Late Bar – 2.54
3. Planet Earth (Night Version) – 6.20

## Listplaceringar
| Lista (1981)   | Topplacering |
| -------------- | ------------ |
| Storbritannien | 12           |

### Fotnoter
1. ↑  ”Listplacering”. Arkiverad från originalet den 25 maj 2012. https://archive.is/20120525165543/http://www.chartstats.com/release.php?release=9070. Läst 9 september 2011.